# Juego de las Estrellas de la Liga Nacional de Básquet 2012
El Juego de las Estrellas de la LNB de 2012 se disputó en la ciudad de Mar del Plata el 24 de enero de 2012, en el Polideportivo Islas Malvinas, sede de Peñarol de Mar del Plata. Fue la 24.ª edición del Juego de las Estrellas de la LNB.

## Juego de las Estrellas
Los planteles para el Juego de las Estrellas se eligieron a partir de una votación popular donde se seleccionaron, un combinado de 12 jugadores nacionales 2 y otro de 11 extranjeros, conformándose los quintetos iniciales con los jugadores que recibieron más votos por posición y los suplentes aquellos ubicados en la segunda o tercera posición. El partido tuvo una duración de 4 cuartos de 10 minutos cada uno y cada etapa contó con un tiempo muerto de 60 segundos.
| Pos.                                          | Jugador                                       | Equipo                                        | N.º de Juegos de las Estrellas | Votos totales    |
| Quinteto inicial                              | Quinteto inicial                              | Quinteto inicial                              | Quinteto inicial               | Quinteto inicial |
| --------------------------------------------- | --------------------------------------------- | --------------------------------------------- | ------------------------------ | ---------------- |
| B                                             | Facundo Campazzo                              | Peñarol de Mar del Plata                      | 2                              | 2.967            |
| E                                             | Paolo Quinteros                               | Regatas de Corrientes                         | 6                              | 4.278            |
| A                                             | Marcos Mata                                   | Peñarol de Mar del Plata                      | 3                              | 2.145            |
| AP                                            | Leonardo Gutiérrez                            | Peñarol de Mar del Plata                      | 12                             | 5.197            |
| P                                             | Juan Pedro Gutiérrez                          | Obras Sanitarias                              | 2                              | 4.259            |
| Suplentes                                     |                                               |                                               |                                |                  |
| B                                             | Juan Ignacio Sánchez                          | Estudiantes BB                                | 1                              | 2.117            |
| E                                             | Juan Espil                                    | Estudiantes BB                                | 8                              | 1.553            |
| A                                             | Juan Manuel Locatelli (*)                     | Sionista                                      | 7                              | 1.140            |
| A                                             | Matías Sandes                                 | Sionista                                      | 4                              | 1.121            |
| AP                                            | Diego Lo Grippo                               | Quimsa                                        | 4                              | 1.008            |
| P                                             | Rubén Wolkowyski                              | Club La Unión                                 | 8                              | 974              |
| P                                             | Martín Leiva                                  | Peñarol de Mar del Plata                      | 7                              | 1.660            |
| Entrenador: Sergio Santos Hernández (Peñarol) | Entrenador: Sergio Santos Hernández (Peñarol) | Entrenador: Sergio Santos Hernández (Peñarol) | 9                              | 3.345            |

| Pos.                                       | Jugador                                    | Equipo                                     | N.º de Juegos de las Estrellas | Votos totales    |
| Quinteto inicial                           | Quinteto inicial                           | Quinteto inicial                           | Quinteto inicial               | Quinteto inicial |
| ------------------------------------------ | ------------------------------------------ | ------------------------------------------ | ------------------------------ | ---------------- |
| B                                          | Martín Osimani                             | Obras Sanitarias                           | 2                              | 9.122            |
| E                                          | Kyle Lamonte                               | Peñarol de Mar del Plata                   | 2                              | 4.657            |
| A                                          | Joshua Pittman                             | Club Deportivo Libertad                    | 5                              | 3.499            |
| AP                                         | Lou Roe (*)                                | Regatas de Corrientes                      | -                              | 2.369            |
| P                                          | Robert Battle                              | Club Deportivo Libertad                    | 3                              | 3.377            |
| Suplentes                                  |                                            |                                            |                                |                  |
| E                                          | Larry O'Bannon                             | Boca Juniors                               | 1                              | 1.269            |
| E                                          | Javier Mojica (*)                          | Estudiantes BB                             | -                              | 1.281            |
| A                                          | William Graves                             | Club Deportivo Libertad                    | 1                              | 781              |
| AP                                         | William Mc Farlan                          | Boca Juniors                               | 1                              | 1.342            |
| P                                          | Jamaal Levy                                | Lanús                                      | 1                              | 1.174            |
| P                                          | Jerome Meyinsse                            | Estudiantes BB                             | 1                              | 1.653            |
| Entrenador: Julio Lamas (Obras Sanitarias) | Entrenador: Julio Lamas (Obras Sanitarias) | Entrenador: Julio Lamas (Obras Sanitarias) |                                | 2.248            |

(*) Ausente por lesión.
| 24 de enero de 2012 | Nacionales                            | 87–78 | Extranjeros                      | |  |
|                     | Parciales: 22-12, 23-23, 18-23, 24-20 |       |                                  | |  |
|                     | Estadísticas Paolo Quinteros (21)     | Pts   | Estadísticas Joshua Pittman (18) | Pabellón: Polideportivo Islas Malvinas, Mar del Plata Asistencia: 12.000 espectadores Árbitros: Pablo Estévez - Alejandro Chiti - Fernando Sampietro Televisión: TyC Sports |  |

## Torneo de Triples Tramontina
El torneo de triples reunió a los cinco jugadores con mejor porcentaje de triples de la liga 2011/12, más el último campeón, Juan Espil. En esta edición se quedó con el título el jugador Leonardo Gutiérrez.
| Pos. | Jugador            | Equipo                      | % Triples      | 1.ª ronda | Semifinal | Ronda final |
| ---- | ------------------ | --------------------------- | -------------- | --------- | --------- | ----------- |
| B    | Facundo Campazzo   | Peñarol de Mar del Plata    | 45.5%          | 10        | -         | -           |
| E    | Selem Safar        | Peñarol de Mar del Plata    | 42.1%          | 17        | 16        | 18          |
| B    | Joseph Smith       | Club La Unión               | 40.2%          | 14        | 12        | -           |
| AP   | Leonardo Gutiérrez | Peñarol de Mar del Plata    | 36.9%          | 13        | 13        | 20          |
| E    | Paolo Quinteros    | Regatas de Corrientes       | 35.1%          | 10        | -         | -           |
| E    | Juan Espil         | Estudiantes de Bahía Blanca | Último campeón | -         | 10        | -           |

## Torneo de Volcadas Nadir
El Torneo de Volcadas se desarrolló en tres rondas, con seis participantes de la liga que decidieron postularse. Los cuatro mejores de la primera ronda clasificaron a la semifinal, y dos de ellos a la final, coronándose como campeón en esta ocasión William Graves. El puntaje de cada volcada fue establecido por un jurado conformado por Jorge Racca, Julio Lamas, Héctor Campana, Fernando Susbielles y Robert Battle.
| Pos. | Jugador          | Equipo                                 | 1.ª ronda   | 1.ª ronda   | 1.ª ronda | Ronda semifinal | Ronda semifinal | Ronda semifinal | Ronda Final | Ronda Final | Ronda Final |
| Pos. | Jugador          | Equipo                                 | 1.ª volcada | 2.ª volcada | Total     | 1ª volcada      | 2.ª volcada     | Total           | 1ª volcada  | 2.ª volcada | Total       |
| ---- | ---------------- | -------------------------------------- | ----------- | ----------- | --------- | --------------- | --------------- | --------------- | ----------- | ----------- | ----------- |
| A    | Josimar Ayarza   | Sportivo 9 de Julio                    | 42          | 25          | 67        | -               | -               | -               | -           | -           | -           |
| AP   | Federico Aguerre | Estudiantes de Bahía Blanca            | 41          | 50          | 91        | 45              | 47              | 92              | 43          | 45          | 88          |
| AP   | Kevin Hernández  | Gimnasia y Esgrima de Villa del Parque | 35          | 45          | 80        | -               | -               | -               | -           | -           | -           |
| AP   | John De Groat    | Club Ciclista Olímpico                 | 44          | 46          | 90        | 44              | 44              | 88              | -           | -           | -           |
| A    | William Graves   | Boca Juniors                           | 42          | 50          | 92        | 49              | 50              | 99              | 48          | 48          | 96          |
| A    | Franco Giorgetti | Peñarol de Mar del Plata               | 43          | 44          | 87        | 38              | 43              | 81              | -           | -           | -           |

## Carrera de habilidades Zanella
La Carrera de Habilidades consistió de una competencia contrarreloj con distintas estaciones en las que el jugador debe demostrar sus destrezas. En esta edición se realizó con un total de 8 estaciones y el jugador Facundo Campazzo se coronó campeón con un tiempo de 26 segundos.
| Jugador              | Equipo                   | 1.ª ronda | 1.ª ronda  | Ronda final |
| Jugador              | Equipo                   | 1° Vuelta | 2.º Vuelta | 1° Vuelta   |
| -------------------- | ------------------------ | --------- | ---------- | ----------- |
| Facundo Campazzo     | Peñarol de Mar del Plata | 28'' 4    | 43''       | 26''        |
| Nicolás Ferreyra     | Quilmes de Mar del Plata | 30'' 4    | 41'' 1     | -           |
| Nicolás Laprovittola | Lanús                    | 39'' 5    | 44'' 9     | -           |
| Felipe Pais          | CASI                     | 26'' 7    | 26''       | 35'' 8      |

## Tiro de las Estrellas Open Sports
El Tiro de las Estrellas, consistió en una competencia contrarreloj, disputada por cuatro tríos, cada uno de ellos integrado por un jugador actual de la liga, una leyenda, y una jugadora actual de la selección de baloncesto femenina. En esta ocasión logró el título el trío conformado por Juan Pablo Cantero, Esteban De la Fuente y Macarena Durso.
| Pos. | Jugador              | Equipo                   | Pos. | Leyenda              | Pos. | Selección Femenina | Equipo                   | 1.ª ronda | 2.ª ronda | Ronda final |
| ---- | -------------------- | ------------------------ | ---- | -------------------- | ---- | ------------------ | ------------------------ | --------- | --------- | ----------- |
| P    | Juan Pedro Gutiérrez | Obras Sanitarias         | E    | Eduardo Dominé       | A    | Marina Cava        | Vélez Sarsfield          | 42'' 8    | 28''      | 25'' 5      |
| E    | Paolo Quinteros      | Regatas de Corrientes    | E    | Héctor Campana       | B    | Micaela Sancisi    | Quilmes de Mar del Plata | 30'' 3    | 30'' 7    | -           |
| AP   | Leonardo Gutiérrez   | Peñarol de Mar del Plata | A    | Jorge Racca          | B    | Melisa Gretter     | Unión Florida            | 52'' 7    | 50'' 7    | -           |
| B    | Juan Pablo Cantero   | Lanús                    | A    | Esteban De la Fuente | B    | Macarena Durso     | Vélez Sarsfield          | 18'' 5    | 44'' 9    | 18'' 2      |